# دویچفایشتریتس
دویچفایشتریتس (به آلمانی: Deutschfeistritz) یک منطقهٔ مسکونی در اتریش است که در گراتس اومگبونگ واقع شده‌است. دویچفایشتریتس ۳۹٫۱۹ کیلومتر مربع مساحت دارد ۴۱۴ متر بالاتر از سطح دریا واقع شده‌است.